# 天田輔
天田 輔（あまだ たすく、男性、1981年3月18日 - ）は日本の写真家。
新潟県見附市生まれ。新潟県立長岡大手高等学校、東京工芸大学芸術学部写真学科卒業。2005年、東京工芸大学大学院芸術学研究科修士課程修了。
大和田良 主宰、本城直季、岡田敦、牧野智晃らが所属する写真家集団「Stair AUG.（ステアオーグ）」在籍。
やわらかで脱力感のある作風の写真と、写真に添えられる奔放なタッチの文章によって構成される作品群で知られる。
写真家としての活動の他、ラジオ等のディレクターとしても活動し、ディレクターを務めたpodcast「VERBALEYEZ」にて、TERIYAKI BOYZとsaibaimenとのBEEF騒動の一応の決着となった、VERBALとSEEDAの対談をノーカットで配信した。

## 主な受賞
- 2003年 フォックスタルボット賞
- 2005年 平間至賞

## 収録作品（ディレクターとして）
- 2007年 「宇川直宏 / Intoxicating Music Clips Of UKAWA NAOHIRO - MAD HAT LAUGHS!!!!!」(Ki/oon Sony)（podcast番組「鉄平のささやき戦術」の宇川直宏出演回がシークレットトラックとして収録されている）